# Abbaye de Nivelles
Abbaye de Nivelles var ett romersk-katolskt kloster för nunnor ur benediktinorden i Liège i Belgien. Klostret var uppkallat efter Gertrud av Nivelles. Det grundades år 640 av Itta av Metz och upplöstes efter den franska invasionen 1794.  
Det var ett kejserligt kloster, vilket innebar att det lydde direkt under den tysk-romerske kejsaren, och innehade Landeshoheit, något som gjorde dess föreståndare till en monark och gav klostret status som en stat.